# Canaea hyalospila
Canaea hyalospila är en fjärilsart som beskrevs av Oswald Beltram Lower 1894. Canaea hyalospila ingår i släktet Canaea och familjen Thyrididae. Inga underarter finns listade i Catalogue of Life.